# Bandera de la provincia de Salamanca
La bandera de la provincia de Salamanca consiste en un paño de color púrpura claro con el escudo empleado por la Diputación provincial que une reúne, en un escudo timbrado con una corona real cerrada y diseño esquemático, los blasones de los municipios cabecera de Partido Judicial de la provincia (Ciudad Rodrigo, Béjar, Peñaranda de Bracamonte y Vitigudino) con los elementos del escudo de la ciudad que ocupan el escusón central. 
En este escudo en el que se han modificado los colores de los blasones municipales:(las armas de Vitigudino consisten en un campo “de gules”, rojo, y no “de plata”, gris o blanco, con una la pluma de plata y no de gules.
El color del paño de la bandera tiene una tonalidad muy semejante a las banderas de la provincia y la ciudad de León.

## Fuente
- La bandera de la provincia de Salamanca FOTW (En inglés).

- Datos: Q5718901